# Філатова Людмила Павлівна
Людмила Павлівна Філатова (* 6 жовтня 1935, Оренбург, СРСР) — радянська та російська оперна співачка, (мецо-сопрано). Народна артистка СРСР (1983).
У 1958 році закінчила механіко-математичний факультет Ленінградського державного університету[джерело?].

## Фільмографія
- 1988 — «Циганський барон» — Чіпра